# Микулаш II (князь Опавский)
Микулаш II Опавский (чеш. Mikuláš II Opavský, 1288 — 8 декабря 1365) — князь Опавский (1318—1337), Прудницкий (1318—1337, 1361—1365) и Ратиборско-опавский (1337—1365).

## Биография
Микулаш был старшим сыном князя Микулаша I Опавского, внебрачного сына чешского короля Пржемысла Отакара II, и Адельгейды Габсбург, племянницы германского короля Рудольфа I. В 1289 году отец Микулаша потерял Опавское княжество, после чего до конца жизни продолжал бороться за его возвращение, но сумел заполучить Опаву только в 1306-1308 годах.
Микулаш II в 1312 году участвовал в восстании в Моравии против короля Чехии Иоганна Люксембургского, но затем изменил свое отношение к королю и со временем стал его доверенным лицом в силезских делах. За верную службу Иоганн Люксембургский решил в 1318 году передать Микулашу Опавское княжество с городами Опава, Глубчице, Брунталь и Крнов, а также Прудницкое княжество. Оба княжества были отделены от Моравии и стали частью Силезии.
Хорошие отношения с королем еще раз проявились в 1337 году, когда бездетным умер зять Микулаша, князь Лешек Ратиборский. Микулаш заявил о праве на Ратиборское княжество от имени своей жены Анны Ратиборской, и Иоганн Люксембургский принял решение передать Ратиборское княжество опавскому князю, несмотря на сопротивление силезских князей, родственников покойного Лешека. В качестве компенсации Микулаш был вынужден отдать Прудницкое княжество Болеславу Немодлинскому, одному из ближайших родственников Лешека Ратиборского. Микулаш объединил свои владения, в результате чего образовалось Ратиборско-опавское княжество.
Микулаш II сумел установить хорошие отношения с ратиборским дворянством, оставив в своем окружении советников покойного князя Лешека. Он окружил особым покровительством доминиканские монастыри Святого Духа в Рацибуже и Святого Вацлава в Опаве. В 1358 году он активно участвовал в принятии крещения литовскими князьями. Ко времени правления Миколаша II относятся первые упоминания о многих населенных пунктах Ратиборско-опавского княжества. В результате третьего брака Микулаша II с Юттой Немодлинской, дочерью Болеслава Немодлинского, в 1361 году к Микулашу вернулось Прудницкое княжество.
Благодаря тесным контактам с Иоганном Люксембургским, а затем с его сыном Карлом IV, Микулашу неоднократно приходилось бывать с дипломатическими миссиями в Польше, Литве, Германии и даже Риме.
Микулаш II Опавский умер 8 декабря 1365 года и, вероятно, был похоронен в церкви Святого Духа в Опаве

## Семья и дети
Микулаш II Опавский был женат трижды и имел детей в каждом браке.
В 1318 году Микулаш женился на Анне Ратиборской (1292/1298 — 1340), дочери Пшемыслава Ратиборского. Дети от этого брака:
- Евфимия (ок.1319 — 1352), замужем за князем Земовитом III Мазовецким
- Елизавета (ок.1321 — 1386), монахиня в Рацибуже
- Агнес (ок.1323 — 1404), монахиня в Рацибуже
- Анна (ок. 1325—1361), замужем за графом Бурхардом фон Хардег унд Рец
- Маргарита (ок.1330 — 1363), замужем за маркграфом Моравии Иоганном Генрихом
- Ян I (ок.1332 — 1380/1382), князь Ратиборско-крновский

После смерти Анны Микулаш в 1342 году женился на Ядвиге Олесницкой (1329/1333 — 13151/1359), дочери князя Конрада I Олесницкого. От этого брака родился сын:
- Микулаш III (1343/1350 — 1394), князь Глубчицкий

После смерти Ядвиги Микулаш в 1360 году женился на Ютте Немодлинской, дочери князя Болеслава II Немодлинского. От этого брака было трое детей:
- Анна (1361—1398), замужем за Петером из Штернберка
- Вацлав I (1362—1381), князь Опавский
- Пржемысл I (1365—1433), князь Опавский